# Теорія множин фон Неймана — Бернайса — Геделя
Теорія множин та класів фон Ноймана — Бернайса — Геделя (скорочено NBG) — аксіоматична теорія першого порядку, що є (консервативним) розширенням теорії множин ZF Цермело — Френкеля. На відміну від ZF, NBG є скінченно аксіоматизовною теорією, яка дозволяє вільно оперувати як множинами, так і класами. Окрім стандартних логічних зв'язок, кванторів та символу рівності, мова теорії NBG включає символ бінарного відношення {\displaystyle \in } , що інтерпретується як належність.
Первинними (тобто неозначуваними) поняттями теорії NBG є поняття класу та елемента. Клас {\displaystyle X} може бути елементом іншого класу {\displaystyle Y}, це позначається як {\displaystyle X\in Y}. Позначення {\displaystyle X\notin Y} є скороченим записом формули {\displaystyle \neg (X\in Y)}.
Два класи {\displaystyle X,Y} називають рівними, якщо вони складаються з однакових елементів, тобто {\displaystyle X=Y}, якщо {\displaystyle \forall z\;(z\in X\Leftrightarrow z\in Y)}.
Клас {\displaystyle X} називається множиною, якщо він є елементом деякого класу, тобто якщо {\displaystyle \exists Y\;(X\in Y)}. Клас, який не є множиною, називають властивим класом (англ. proper class). Щоб розрізняти класи та множини, для позначення класів вживають великі літери, а для множин — малі. Властиві класи позначають великими товстими літерами. Прикладом такого класу є клас {\displaystyle \mathbf {V} } усіх множин.
Розрізнення класів та множин дозволяє уникнути відомого парадоксу Рассела, який у випадку NBG стає доведенням того, що клас {\displaystyle \mathbf {A} =\{x:x\notin x\}} не є множиною.
Система NBG містить 13 аксіом і може доповнюватися аксіомою (глобального) вибору або аксіомою конструктивності.

## Аксіоми NBG

### Аксіома рівності
{\displaystyle \forall X\;\forall Y\;(X=Y\;\Rightarrow \;\forall Z\;(X\in Z\;\Leftrightarrow \;Y\in Z))}
З аксіоми рівності випливає, що рівні класи неможливо розрізними відношенням належності.
Клас {\displaystyle X} називається підкласом класу {\displaystyle Y}, якщо кожен елемент класу {\displaystyle X} є елементом класу {\displaystyle Y}. У цьому випадку пишемо {\displaystyle X\subseteq Y}.
Тобто, {\displaystyle X\subseteq Y\;\Leftrightarrow \;\forall z\;(z\in X\;\Rightarrow \;z\in Y)}. .
Підклас {\displaystyle X} класу {\displaystyle Y} називаємо підмножиною класу {\displaystyle Y}, якщо {\displaystyle X} є множиною.

### Аксіома пари
{\displaystyle \forall x\;\forall y\;\exists z\;\forall u\;(u\in z\;\Leftrightarrow \;(u=x\;\vee \;u=y))}
Аксіома пари постулює, що для довільних множин {\displaystyle x,y} існує множина {\displaystyle z}, єдиними елементами якої є множини {\displaystyle x,y}. Така множина {\displaystyle z} називається невпорядкованою парою множин {\displaystyle x,y} і позначається символом {\displaystyle \{x,y\}}. З аксіоми рівності випливає рівність {\displaystyle \{x,y\}=\{y,x\}}. Невпорядкована пара {\displaystyle \{x,x\}} позначається символом {\displaystyle \{x\}} і називається синґлетоном.
Впорядкованою парою {\displaystyle \langle x,y\rangle } множин {\displaystyle x,y} називається множина {\displaystyle \{\{x\},\{x,y\}\}}.
З аксіоми рівності випливає
Теорема. {\displaystyle \forall x\;\forall y\;\forall a\;\forall b\;\;(\langle x,y\rangle =\langle a,b\rangle \;\Leftrightarrow \;(x=a\;\wedge \;y=b))}.
Ця теорема стверджує, що впорядковані пари {\displaystyle \langle x,y\rangle } і {\displaystyle \langle a,b\rangle } рівні тоді і лише тоді, коли {\displaystyle x=a} і {\displaystyle y=b}.
Впорядкованою трійкою множин {\displaystyle x,y,z} називається множина {\displaystyle \langle \langle x,y\rangle ,z\rangle }.
Впорядковані {\displaystyle n}-ки {\displaystyle \langle x_{1},\dots ,x_{n}\rangle } множин {\displaystyle x_{1},\dots ,x_{n}} означуються рекурсивною формулою: {\displaystyle \langle x_{1},\dots ,x_{n}\rangle =\langle \langle x_{1},\dots ,x_{n-1}\rangle ,x_{n}\rangle } для {\displaystyle n\geq 3}.
Наступні 5 аксіом називають аксіомами існування класів.

### Аксіома належності
{\displaystyle \exists \mathbf {E} \;\forall x\;\forall y\;(\langle x,y\rangle \in \mathbf {E} \;\Leftrightarrow \;x\in y)}
Аксіома належності постулює існування класу {\displaystyle \mathbf {E} =\{\langle x,y\rangle :x\in y\}}.

### Аксіома Інверсії
{\displaystyle \forall X\;\exists Y\;\forall u\;\forall v\;\;(\langle u,v\rangle \in X\;\Leftrightarrow \;\langle v,u\rangle \in Y)}
Аксіома інверсії стверджує, що для кожного класу {\displaystyle X} існує клас {\displaystyle X^{-1}=\{\langle x,y\rangle :\langle y,x\rangle \in X\}}.
Клас {\displaystyle X} називається відношенням, якщо {\displaystyle X=(X^{-1})^{-1}}.
Клас є відношенням тоді і лише тоді, коли його елементами є впорядковані пари, тобто {\displaystyle \forall y\;(y\in X\;\Rightarrow \;\exists u\exists v\;(y=\langle u,v\rangle ))}.

### Аксіома проєкції
{\displaystyle \forall F\;\exists D\;\forall x\;(x\in D\;\Leftrightarrow \;(\exists y\;\langle x,y\rangle \in F))}
Згідно з аксіомами проєкції та інверсії, для кожного класу {\displaystyle F} існують класи {\displaystyle {\mathsf {dom}}(F)=\{x:\exists y\;\langle x,y\rangle \in F\}} та {\displaystyle {\mathsf {rng}}(F)={\mathsf {dom}}(F^{-1})}. Якщо клас {\displaystyle F} є відношенням (наприклад, функцією), то класи {\displaystyle {\mathsf {dom}}(F)} та {\displaystyle {\mathsf {rng}}(F)} називають областю визначення та областю значень відношення {\displaystyle F}.
З аксіом належності та проєкції випливає, що клас усіх множин {\displaystyle \mathbf {V} =\{x:\exists y\;(x\in y)\}} існує, оскільки він збігається з областю визначення відношення належності {\displaystyle \mathbf {E} }.

### Аксіома різниці
{\displaystyle \forall X\;\forall Y\;\exists Z\;\forall u\;(u\in Z\;\Leftrightarrow \;(u\in X\;\wedge \;u\notin Y))}
Аксіома різниці стверджує, що для довільних класів {\displaystyle X}, {\displaystyle Y} існує клас {\displaystyle X\setminus Y=\{x:x\in X\;\wedge \;x\notin Y\}}.
З аксіоми різниці випливає існування порожнього класу {\displaystyle \emptyset =\mathbf {V} \setminus \mathbf {V} }, що не містить жодних елементів. За означенням рівності, порожній клас єдиний.
Аксіома різниці також дозволяє нам визначити перетин {\displaystyle X\cap Y} класів {\displaystyle X,Y} як клас {\displaystyle X\setminus (X\setminus Y)}. За означенная рівності, {\displaystyle X\cap Y=\{x:x\in X\;\wedge \;x\in Y\}}.
Об'єднанням {\displaystyle X\cup Y} двох класів {\displaystyle X,Y} називають клас {\displaystyle \{x:x\in X\;\vee \;y\in Y\}}, який рівний класу {\displaystyle \mathbf {V} \setminus ((\mathbf {V} \setminus X)\cap (\mathbf {V} \setminus Y))}, що існує за аксіомою різниці.

### Аксіома добутку
{\displaystyle \forall X\;\forall Y\;\exists Z\;\forall u\;\forall v\;(\langle u,v\rangle \in Z\;\Leftrightarrow \;(u\in X\;\wedge \;v\in Y))}
Аксіома добутку постулює, що для довільних класів {\displaystyle X,Y} існує їх декартів добуток {\displaystyle X\times Y=\{\langle x,y\rangle :x\in X,\;y\in Y\}}.
Для відношення {\displaystyle F} та класу {\displaystyle X} клас {\displaystyle F[X]=\{y:\exists x\in X\;\langle x,y\rangle \in F\}} називають образом класу {\displaystyle X} при відношенні {\displaystyle F}. Клас {\displaystyle F[X]} існує, оскільки він рівний класу {\displaystyle {\mathsf {rng}}[F\cap (X\times V)]}. Клас {\displaystyle F^{-1}[X]} називають прообразом класу {\displaystyle X} при відношенні {\displaystyle F}.
Відношення {\displaystyle F} називається функцією (або відображенням), якщо для довільних пар {\displaystyle \langle x,y\rangle ,\langle a,b\rangle \in F} із рівності {\displaystyle x=a} випливає рівність {\displaystyle y=b}. Із цього означення випливає, що для довільної функції {\displaystyle F} та елемента {\displaystyle x\in {\mathsf {dom}}[F]} існує єдиний елемент {\displaystyle y\in {\mathsf {rng}}[F]} такий, що {\displaystyle \langle x,y\rangle \in F}. Цей єдиний елемент {\displaystyle y} позначається через {\displaystyle F(x)}. При цьому круглі дужки використовуються, що відрізнити елемент {\displaystyle F(x)} від класу {\displaystyle F[x]={\mathsf {rng}}[F\cap (x\times \mathbf {V} )]=\{F(y):y\in x\}}. Для функції {\displaystyle F} запис {\displaystyle F:X\to Y} означає, що {\displaystyle {\mathsf {dom}}[F]=X} і {\displaystyle {\mathsf {rng}}[F]\subseteq Y}. У цьому випадку функція {\displaystyle F} ставить у відповідність кожному елементу {\displaystyle x\in X} певний елемент {\displaystyle F(x)} класу {\displaystyle Y}.
Функція {\displaystyle F} називається ін'єктивною, якщо відношення {\displaystyle F^{-1}} теж є функцією.
Хоча властиві класи не можуть бути елементами інших класів, ми можемо говорити про індексовані класи класів. А саме, для довільного класу {\displaystyle A} кожен підклас {\displaystyle X\subseteq A\times \mathbf {V} } можна ототожнювати з індексованою сім'єю класів {\displaystyle (X(\alpha ))_{\alpha \in A}}, де {\displaystyle X(\alpha )=\{x:\langle \alpha ,x\rangle \in X\}} для {\displaystyle \alpha \in A}. У цьому випадку парадокс Рассела доводить, що для класу {\displaystyle B=\{\alpha \in A:\langle \alpha ,\alpha \rangle \notin X\}} не існує елемента {\displaystyle \alpha \in A} з {\displaystyle B=X_{\alpha }}.

### Аксіома циклу
{\displaystyle \forall X\;\exists Y\;\forall u\;\forall v\;\forall w\;\;(\langle u,v,w\rangle \in X\;\Leftrightarrow \;\langle w,u,v\rangle \in Y)}
Аксіома циклу постулює, що для довільного класу {\displaystyle X} існує клас {\displaystyle \{\langle w,u,v\rangle :\langle u,v,w\rangle \in X\}}, який далі позначатиметься через {\displaystyle X^{\circlearrowright }} або {\displaystyle [X]^{\circlearrowright }}.

Для довільного класу {\displaystyle X} клас {\displaystyle \cup X=\{z:\exists y\;(z\in y\;\wedge \;y\in X)\}} називають об'єднанням класу {\displaystyle X}.
Клас {\displaystyle \cup X} існує, оскільки він рівний класу {\displaystyle {\mathsf {dom}}[\mathbf {E} \cap (\mathbf {V} \times X)]}.
Для довільного класу {\displaystyle X} клас {\displaystyle \cap X=\{z:\forall y\;(y\in X\;\Rightarrow \;z\in y)\}} називають перетином {\displaystyle X}.
Клас {\displaystyle \cap X} існує, оскільки він рівний класу {\displaystyle \mathbf {V} \setminus {\mathsf {dom}}[(\mathbf {V} ^{2}\setminus \mathbf {E} )\cap (\mathbf {V} \times X)]}.
Із означень випливає, що {\displaystyle \cup \emptyset =\emptyset } і {\displaystyle \cap \emptyset =\mathbf {V} .}
Для довільного класу {\displaystyle X} клас {\displaystyle 2^{X}=\{y:y\subseteq X\}} називають експонентою класу {\displaystyle X}.
Клас {\displaystyle 2^{X}} існує, оскільки він рівний класу {\displaystyle \mathbf {V} \setminus {\mathsf {dom}}[\mathbf {E} ^{-1}\cap (\mathbf {V} \times (\mathbf {V} \setminus X))]}. Зокрема, {\displaystyle 2^{\mathbf {V} }=\mathbf {V} }.

### Аксіома регулярності
{\displaystyle \forall x\;(\exists y\;(y\in x))\;\Rightarrow \;\exists y\;(y\in x\;\wedge \;\forall z\;(z\in y\;\Rightarrow \;z\notin x))}.
Аксіома регулярності стверджує, що довільна непорожня множина {\displaystyle x} містить елемент {\displaystyle y\in x}, який не має з множиною {\displaystyle x} спільних елементів. Аксіома регулярності забороняє існування нескінченних спадних ланцюгів виду {\displaystyle x_{1}\ni x_{2}\ni x_{3}\dots }. Аксіома регулярності часто використовується в індуктивних конструкціях.
Використовуючи аксіому регулярності та аксіоми існування класів, Гедель довів (індукцією по складності формули {\displaystyle \phi }) наступну важливу теорему, обмежена форма якої приймається за аксіому вирізання[прояснити] в аксіоматиці Цермело — Френкеля.
```
Теорема Геделя про існування класів:
 Нехай 

  

    

      

        
ϕ

        
(

        

          
x

          

            
1

          

        

        
,

        
…

        
,

        

          
x

          

            
n

          

        

        
,

        

          
Y

          

            
1

          

        

        
,

        
…

        
,

        

          
Y

          

            
m

          

        

        
)

      

    

    
{\displaystyle \phi (x_{1},\dots ,x_{n},Y_{1},\dots ,Y_{m})}

  

 є формулою, у якій квантори пробігають лише по множинах, а вільні змінні містяться серед змінних 

  

    

      

        

          
x

          

            
1

          

        

        
,

        
…

        
,

        

          
x

          

            
n

          

        

        
,

        

          
Y

          

            
1

          

        

        
,

        
…

        
,

        

          
Y

          

            
m

          

        

      

    

    
{\displaystyle x_{1},\dots ,x_{n},Y_{1},\dots ,Y_{m}}

  

. Тоді для довільних класів 

  

    

      

        

          
Y

          

            
1

          

        

        
,

        
…

        
,

        

          
Y

          

            
m

          

        

      

    

    
{\displaystyle Y_{1},\dots ,Y_{m}}

  

 клас 

  

    

      

        
{

        
⟨

        

          
x

          

            
1

          

        

        
,

        
…

        
,

        

          
x

          

            
n

          

        

        
⟩

        
:

        
ϕ

        
(

        

          
x

          

            
1

          

        

        
,

        
…

        
,

        

          
x

          

            
n

          

        

        
,

        

          
Y

          

            
1

          

        

        
,

        
…

        
,

        

          
Y

          

            
m

          

        

        
)

        
}

      

    

    
{\displaystyle \{\langle x_{1},\dots ,x_{n}\rangle :\phi (x_{1},\dots ,x_{n},Y_{1},\dots ,Y_{m})\}}

  

 існує.
```

Доступне доведення цієї теореми можна знайти в англійській версії статті про аксіоматику NBG, або в монографії Мендельсона.
Наступні 4 аксіоми називають аксіомами існування множин.

### Аксіома заміни
Для довільної функції {\displaystyle F} та множини {\displaystyle x}, образ {\displaystyle F[x]=\{y:\exists z\;(z\in x\;\wedge \;\langle z,y\rangle \in F)\}} є множиною.

### Аксіома об'єднання
Для довільної множини {\displaystyle x} її об'єднання {\displaystyle \cup x} є множиною.

### Аксіома експоненти
Для довільної множини {\displaystyle x} її експонента {\displaystyle 2^{x}} є множиною.
З аксіоми заміни (застосованої до тотожнього відображення класу в себе) випливає, що перетин множини та класу є множиною; тому для довільної множини усі її підкласи є множинами.
Проте з усіх наведених вище аксіом ще не випливає, що хоча б одна множина існує. Існування множин (навіть нескінченних) забезпечує

### Аксіома нескінченності
{\displaystyle \exists x\;(\emptyset \in x\;\wedge \;\forall n\;(n\in x\;\Rightarrow \;n\cup \{n\}\in x))}
Аксіома нескінченності постулює існування індуктивної множини. Клас {\displaystyle x} називається індуктивним, якщо порожній клас є його елементом, і для кожного елемента {\displaystyle n\in I} множина {\displaystyle n\cup \{n\}} є елементом {\displaystyle I}. З теореми Геделя про існування класів випливає, що клас {\displaystyle I} усіх індуктивних множин існує, а аксіома нескінченності постулює, що цей клас є непорожнім. Перетин {\displaystyle \cap {\mathcal {I}}} усіх індуктивних множин позначають через {\displaystyle \omega } і називають множиною натуральних чисел. Елементи множини {\displaystyle \omega } називають натуральними числами, або скінченними ординалами.
Систему аксіом NBG часто доповнюють однією з аксіом вибору:

### Аксіома глобального вибору
Існує функція {\displaystyle \mathbf {F} }, що ставить у відповідність кожній непорожній множині {\displaystyle x} деякий елемент {\displaystyle \mathbf {F} (x)\in x}.
З аксіоми глобального вибору випливає звичайна аксіома вибору, яка є однією з аксіом ZFC.

### Аксіома вибору
Для кожної множини {\displaystyle a} існує функція {\displaystyle f}, що ставить у відповідність кожній непорожній множині {\displaystyle x\in a} деякий елемент {\displaystyle f(x)\in x}.
З іншого боку, аксіома глобального вибору випливає з аксіоми конструктивності {\displaystyle \mathbf {V} =\mathbf {L} }, для формулювання якої необхідно означити клас {\displaystyle \mathbf {L} } конструктивних множин. У свою чергу, клас {\displaystyle \mathbf {L} } означується за допомогою класу ординалів {\displaystyle \mathbf {On} }.
Означення. Клас X називають
- транзитивним, якщо {\displaystyle \cup X\subseteq X};
- лінійно {\displaystyle \in }-впорядкованим, якщо для довільних множин {\displaystyle x,y\in X} справедлива трихотомія {\displaystyle (x\in y)\;\vee \;(x=y)\;\vee \;(y\in x)};
- ординальним, якщо {\displaystyle X} є транзитивним і лінійно {\displaystyle \in }-впорядкованим;
- ординалом, якщо {\displaystyle X} є ординальною множиною.

Із теореми Геделя про існування класів випливає, що клас {\displaystyle \mathbf {On} } ординалів існує. Клас ординалів {\displaystyle \mathbf {On} } можна охарактеризувати як єдиний ординальний властивий клас.
Означення. Клас {\displaystyle \mathbf {X} } називається внутрішньою моделлю, якщо {\displaystyle \mathbf {X} } транзитивний, містить усі ординали, і для довільних множин {\displaystyle x,y\in \mathbf {X} } множини {\displaystyle \{x,y\},\;x\times y,\;x\setminus y,\;\mathbf {E} \cap (x\times y),\;x^{-1},\;{\mathsf {dom}}[x],\;\cup x,\;x^{\circlearrowright }} є елементами класу {\displaystyle \mathbf {X} }.
Найменша внутрішня модель називається класом конструктивних множин і позначається через {\displaystyle \mathbf {L} }. Клас {\displaystyle \mathbf {L} } рівний об'єднанню {\displaystyle \bigcup _{\alpha \in \mathbf {On} }L_{\alpha }} множин {\displaystyle L_{\alpha }}, що означаються рекурсивною формулою {\displaystyle L_{\alpha }=\bigcup _{\beta <\alpha }L_{\beta }\cup \{\alpha \}\cup \{\{x,y\},\;x\times y,\;x\setminus y,\;\mathbf {E} \cap (x\times y),\;x^{-1},\;{\mathsf {dom}}[x],\;\cup x,\;x^{\circlearrowright }:x\in L_{\beta }\}} для {\displaystyle \alpha \in \mathbf {On} }. Існування класу конструктивних множин забезпечує теорема рекурсії, про яку мова нижче.

### Аксіома конструктивності
{\displaystyle \mathbf {V} =\mathbf {L} }.
Аксіома конструктивності є дуже сильною аксіомою, з якої випливає аксіома глобального вибору, а також
```
Узагальнена Гіпотеза Континуума:
 Для кожної нескінченної множини 

  

    

      

        
x

      

    

    
{\displaystyle x}

  

 та підмножини 

  

    

      

        
y

        
⊆

        

          
2

          

            
x

          

        

      

    

    
{\displaystyle y\subseteq 2^{x}}

  

 існує ін'єктивна функція 

  

    

      

        
f

      

    

    
{\displaystyle f}

  

 така, що 

  

    

      

        
f

        
[

        
y

        
]

        
⊆

        
x

      

    

    
{\displaystyle f[y]\subseteq x}

  

 або 

  

    

      

        
f

        
[

        

          
2

          

            
x

          

        

        
]

        
⊆

        
y

      

    

    
{\displaystyle f[2^{x}]\subseteq y}

  

.
```

Згідно з теоремою Серпінського (1947), із узагальненої гіпотези континуума випливає аксіома вибору.
Таким чином, аксіоматика NBG включає 14 аксіом, яких вистачає для розбудови усієї теорії множин та класів:
1. Аксіома рівності: Рівні класи неможливо розрізнити відношенням належності.
2. Аксіома пари: Для довільних множин {\displaystyle x,y} існує невпорядкована пара {\displaystyle \{x,y\}}.
3. Аксіома належності: Клас {\displaystyle \mathbf {E} =\{(x,y):x\in y\}} існує.
4. Аксіома інверсії: Для довільного класу {\displaystyle X}, клас {\displaystyle X^{-1}=\{\langle y,x\rangle :\langle x,y\rangle \in X\}} існує.
5. Аксіома проєкції: Для довільного класу {\displaystyle X}, клас {\displaystyle {\mathsf {dom}}[X]=\{x:\exists y\;\langle x,y\rangle \in X\}} існує.
6. Аксіома добутку: Для довільних класів {\displaystyle X,Y}, клас {\displaystyle X\times Y=\{\langle x,y\rangle :x\in X,\;y\in Y\}} існує.
7. Аксіома різниці: Для довільних класів {\displaystyle X,Y}, клас {\displaystyle X\setminus Y} існує.
8. Аксіома циклу: Для довільного класу {\displaystyle X} клас {\displaystyle X^{\circlearrowright }=\{\langle z,x,y\rangle :\langle x,y,z\rangle \in X\}} існує.
9. Аксіома регулярності: Довільна непорожня множина {\displaystyle x} містить такий елемент {\displaystyle y\in x}, що {\displaystyle y\cap x=\emptyset }.
10. Аксіома заміни: Для довільної функції {\displaystyle F} і довільної множини {\displaystyle x}, клас {\displaystyle F[x]=\{F(y):y\in x\}} є множиною.
11. Аксіома суми: Для довільної множини {\displaystyle x}, клас {\displaystyle \cup x=\{z:\exists y\;(z\in y\;\wedge \;y\in x)\}} є множиною.
12. Аксіома експоненти: Для довільної множини {\displaystyle x}, її експонента {\displaystyle 2^{x}=\{y:y\subseteq x\}} є множиною.
13. Аксіома нескінченності: Існує множина натуральних чисел {\displaystyle \omega }.
14. Аксіома глобального вибору: Існує функція {\displaystyle \mathbf {F} }, що ставить у відповідність кожній непорожній множині {\displaystyle x} деякий елемент {\displaystyle \mathbf {F} (x)\in x}.

## Зв'язок аксіоматики NBG з аксіоматикою ZFC
Теорія множин Цермело — Френкеля ZFC є частиною теорії NBG і описує властивості множин, уникаючи вживання класів. Для цього низку аксіом NBG доводиться заміняти нескінченними схемами аксіом (а саме виділення та підстановки). Для порівняння з аксіомами NB наведемо список аксіом ZFC.
1. Аксіома рівності: {\displaystyle \forall x\;\forall y\;(x=y\;\Leftrightarrow \;\forall z\;(z\in x\;\Leftrightarrow \;z\in y))}.
2. Аксіома пари: {\displaystyle \forall x\;\forall y\;\exists z\;\forall u\;(u\in z\;\Leftrightarrow \;(u=x\;\vee \;u=y))}.
3. Аксіома суми: {\displaystyle \forall x\;\exists u\;\forall z\;(z\in u\;\Leftrightarrow \;\exists y\;(z\in y\;\wedge \;y\in x))}.
4. Аксіома експоненти: {\displaystyle \forall x\;\exists y\;\forall z\;(z\in y\;\Leftrightarrow \;z\subseteq x)}.
5. Аксіома регулярності: {\displaystyle \forall x\;(\exists y\;(y\in x))\;\Rightarrow \;\exists y\;(y\in x\;\wedge \;\forall z\;(z\in y\;\Rightarrow \;z\notin x))}.
6. Аксіома нескінченності: {\displaystyle \exists x\;(\emptyset \in x\;\wedge \;\forall n\;(n\in x\;\Rightarrow \;n\cup \{n\}\in x))}.
7. Аксіомна схема виділення: Нехай {\displaystyle \phi (x,a,c_{1},\dots ,c_{n})} — формула в мові ZFC, усі вільні змінні якої містяться серед змінних {\displaystyle x,a,c_{1},\dots ,c_{n}}, а змінна {\displaystyle b} не вільна для формули {\displaystyle \phi }. Тоді {\displaystyle \forall a\;\forall c_{1}\;\dots \forall c_{n}\;\exists b\;\forall x\;(x\in b\;\Leftrightarrow \;(x\in a\;\wedge \;\phi (x,a,c_{1},\dots ,c_{n})))}.
8. Аксіомна схема підстановки: Нехай {\displaystyle \phi (x,y,a,c_{1},\dots ,c_{n})} — формула в мові ZFC, усі вільні змінні якої містяться серед змінних {\displaystyle x,y,a,c_{1},\dots ,c_{n}}, а змінна {\displaystyle b} не є вільною для формули {\displaystyle \phi }. Тоді {\displaystyle \forall a\;\forall c_{1}\dots \forall c_{n}\;(\forall x\;(x\in a\;\Rightarrow \;\exists !y\;\phi (x,y,a,c_{1},\dots ,c_{n})))\;\Rightarrow \;\exists b\;\forall y\;(y\in b\;\Leftrightarrow \;\exists x\;(x\in a\;\wedge \;\phi (x,y,a,c_{1},\dots ,c_{n})))}.
9. Аксіома вибору: Для кожної множини {\displaystyle a} існує функція {\displaystyle f}, що ставить у відповідність кожній непорожній множині {\displaystyle x\in a} деякий елемент {\displaystyle f(x)\in x}.

Теорії ZFC та NBG допускають моделі одна в іншій. Моделями ZFC в NBG є клас {\displaystyle \mathbf {V} } усіх множин чи клас {\displaystyle \mathbf {L} } конструктивних множин. Моделлю NBG в ZFC є сім'я усіх класів, що виражаються формулами з параметрами у мові ZFC. Тому все що можна довести про множини у теорії ZFC доводиться також у теорії NBG і навпаки. Це означає, що теорія NBG є консервативним розширенням теорії ZFC.

## Теорема рекурсії
Кантор визначав ординали як класи еквівалентності цілком впорядкованих множин. Усі ці класи еквівалентності (за винятком одного) є властивими класами. За такого підходу до ординалів неможливо говорити про множини чи класи ординалів. Щоб обійти цю проблему, фон Нойман запропонував означення ординала як транзитивної {\displaystyle \in }-лінійно впорядкованої множини і довів, що кожна цілком впорядкована множина є ізоморфною деякому ординалові. Цей важливий факт доводиться за теоремою рекурсії. Для формулювання цієї теореми нам необхідно спершу означити деякі стандартні поняття теорії порядку.
Нагадаємо, що відношенням називається клас, елементами якого є впорядковані пари.
Означення. Відношення L називають
- рефлексивним, якщо {\displaystyle \{\langle x,x\rangle :x\in {\mathsf {dom}}[L\cup L^{-1}]\}\subseteq L};
- антисиметричним, якщо {\displaystyle L\cap L^{-1}\subseteq \{\langle x,x\rangle :x\in {\mathsf {dom}}[L\cup L^{-1}]\}};
- транзитивним, якщо {\displaystyle \{\langle x,z\rangle :\exists y\;(\langle x,y\rangle \in L\;\wedge \;\langle y,z\rangle \in L)\}\subseteq L};
- частковим порядком, якщо {\displaystyle L} є рефлексивним, транзитивним, антисиметричним відношенням;
- лінійним порядком, якщо {\displaystyle L} є частковим порядком з {\displaystyle L\cup L^{-1}={\mathsf {dom}}[L]\times {\mathsf {rng}}[L]};
- ґрунтовним (англ., well-founded), якщо для кожної множини {\displaystyle x} клас {\displaystyle {\downarrow }x=\{y:\langle y,x\rangle \in L\}\setminus \{x\}} є множиною і кожна непорожня підмножина {\displaystyle a\subseteq {\mathsf {dom}}[L\cup L^{-1}]} містить такий елемент {\displaystyle x\in a}, що {\displaystyle a\cap {\downarrow }x=\emptyset }. Такий елемент {\displaystyle x} називають {\displaystyle L}-мінімальним елементом множини {\displaystyle a}.
- цілковитим порядком, якщо відношення є ґрунтовним лінійним порядком.

Зауважимо, що аксіома регулярності є еквівалентною ґрунтовності відношення належності {\displaystyle \mathbf {E} }.
```
Теорема Рекурсії.
 Якщо 

  

    

      

        
L

      

    

    
{\displaystyle L}

  

 
— ґрунтовний частковий порядок, тоді для довільної функції 

  

    

      

        
G

        
:

        

          

            
d

            
o

            
m

          

        

        
[

        
L

        
]

        
×

        

          
V

        

        
→

        

          
V

        

      

    

    
{\displaystyle G:{\mathsf {dom}}[L]\times \mathbf {V} \to \mathbf {V} }

  

, існує єдина функція 

  

    

      

        
F

        
:

        

          

            
d

            
o

            
m

          

        

        
[

        
L

        
]

        
→

        

          
V

        

      

    

    
{\displaystyle F:{\mathsf {dom}}[L]\to \mathbf {V} }

  

 така, що  

  

    

      

        
F

        
(

        
x

        
)

        
=

        
G

        
(

        
⟨

        
x

        
,

        
F

        
[

        

          
↓

        

        
x

        
]

        
⟩

        
)

      

    

    
{\displaystyle F(x)=G(\langle x,F[{\downarrow }x]\rangle )}

  

 для кожного 

  

    

      

        
x

        
∈

        

          

            
d

            
o

            
m

          

        

        
[

        
L

        
]

        
.

      

    

    
{\displaystyle x\in {\mathsf {dom}}[L].}

  

```

Для доведення теореми рекурсії розглядають клас {\displaystyle {\mathsf {F}}}, елементами якого є функції {\displaystyle f}, для яких існує такий елемент {\displaystyle x\in L}, що {\displaystyle {\mathsf {dom}}[f]={\downarrow }x} і {\displaystyle f(y)=G(\langle x,f[{\downarrow }y]\rangle )} для кожного {\displaystyle y\in {\downarrow }x}. Тоді об'єднання {\displaystyle \cup {\mathsf {F}}} є шуканою функцією {\displaystyle F}. {\displaystyle \quad \square }
Означення. Відношення {\displaystyle X,Y} називають ізоморфними, якщо існує ін'єктивна функція {\displaystyle F}, яка має такі властивості:
- {\displaystyle \forall \langle x,x'\rangle \in X\;\exists \langle y,y'\rangle \in Y\;(\langle x,y\rangle \in F\;\wedge \;\langle x',y'\rangle \in F)};
- {\displaystyle \forall \langle y,y'\rangle \in Y\;\exists \langle x,x'\rangle \in X\;(\langle x,y\rangle \in F\;\wedge \;\langle x',y'\rangle \in F)}.

Із теореми рекурсії випливає такий фундаментальний факт.
```
Теорема про ізоморфізм.
 Кожен цілковитий порядок 

  

    

      

        
L

      

    

    
{\displaystyle L}

  

 є ізоморфним єдиному ординальному класу. Цей ординальний клас є ординалом, якщо 

  

    

      

        
L

      

    

    
{\displaystyle L}

  

 
— множина, і рівним класу 

  

    

      

        

          
O

          
n

        

      

    

    
{\displaystyle \mathbf {On} }

  

, якщо 

  

    

      

        
L

      

    

    
{\displaystyle L}

  

 є властивим класом.
```

Щоб довести теорему про ізоморфізм, достатньо застосувати теорему рекурсії до функції {\displaystyle \mathbf {G} :{\mathsf {dom}}[L]\times \mathbf {V} \to \mathbf {V} ,\;\mathbf {G} :\langle x,y\rangle \mapsto \min(\mathbf {On} \setminus y).}

## Історія створення аксіоматики NBG
Аксіоматика фон Ноймана — Бернайса — Геделя є результатом тривалої еволюції. У роботах 1925, 1928 та 1929 років Джон фон Нойман опублікував свою аксіоматичну систему, у якій первинними поняттями були функція та аргумент. Поль Бернайс у працях 1931, 1937, 1941 років дошліфував теорію фон Ноймана до належного блиску; він означив функції як класи бінарних відношень та вибрав первинними поняттями теорії поняття класу та множини, причому Бернайс використовував різні символи {\displaystyle x\in y} і {\displaystyle x\,\eta \,Y} для позначення множини {\displaystyle x} до іншої множини {\displaystyle y} чи до класу {\displaystyle Y}. Також він вважав, що множина {\displaystyle x} зображає клас {\displaystyle Y}, якщо {\displaystyle \forall x\;(x\in y\;\Leftrightarrow \;x\,\eta \,Y)}. Аксіоматика Бернайса (яку він виклав у своєму листі Геделю у 1931) складалася з 20 аксіом, які включали 9 аксіом існування класів, зокрема аксіоми інверсії на асоціативності. Аксіома асоціативності Бернайса стверджує, що для кожного класу {\displaystyle X} клас {\displaystyle \{\langle \langle x,y\rangle ,z\rangle :\langle x,\langle y,z\rangle \rangle \in X\}} існує. Курт Гедель, після знайомства з теорією Бернайса, запропонував спростити понятійну систему теорії: звести поняття множини до поняття класу і використовувати єдине відношення належності для класів та множин. Він також замінив аксіоми інверсії та асоціативності Бернайса на аксіоми транспозиції та циклічної перестановки, які постулюють існування класів {\displaystyle \{\langle x,z,y\rangle :\langle x,y,z\rangle \in X\}} та {\displaystyle \{\langle y,z,x\rangle :\langle x,y,z\rangle \in X\}} для кожного класу {\displaystyle X}. Гедель використав таким чином модифіковану версію аксіоматики Бернайса у своєму знаменитому доведенні несуперечливості аксіоми вибору та гіпотези континуума, довівши, що вони є чинними в конструктивному універсумі {\displaystyle \mathbf {L} }. Більше того, він зауважив, що в конструктивному універсумі справджується аксіома глобального вибору, що дало змогу долучити її до списку аксіом NBG без небезпеки отримати суперечність. Абревіатуру NBG у математичний вжиток увів великий адепт цієї теорії Еліотт Мендельсон, про що він пише у своїй класичній книзі з Математичної Логіки, де також згадує, що Paul Halmos, який віддавав перевагу аксіоматиці ZFC, жартома розшифровував NBG як сленгове «No Bloody Good». Про роль фон Ноймана, Бернайса та Геделя у створенні аксіоматики NBG можна почитати у статті Kanamori, 2009.

## Застосування теорії множин та класів NBG у теорії категорій
Аксіоматика NBG має дві суттєві переваги порівняно з іншими аксіоматичними системами теорії множин. По-перше, вона є скінченно аксіоматизовною, а по-друге, дозволяє оперувати з класами. Останнє є критично важливим для теоретико-множинного обґрунтування теорії категорій.
У теорії NBG такі важливі поняття як категорія, функтор, природне перетворення означуються цілком строго і стають типовими алгебраїчними структурами (в розумінні Бурбакі). В означенні категорії використовуються впорядковані п'ятірки класів, які слід розуміти як підкласи класу {\displaystyle \mathbf {V} \times 5} (це цілком законний об'єкт у теорії NBG).
```
Означення категорії.
 
Категорією
 називаємо п'ятірку 

  

    

      

        
(

        
M

        
o

        
r

        
,

        
O

        
b

        
,

        

          

            
d

          

        

        
,

        

          

            
r

          

        

        
,

        
∘

        
)

      

    

    
{\displaystyle (Mor,Ob,{\mathsf {d}},{\mathsf {r}},\circ )}

  

, де:

  

    

      

        
M

        
o

        
r

      

    

    
{\displaystyle Mor}

  

 
— клас, елементи якого називаються 
морфізмами категорії
;

  

    

      

        
O

        
b

      

    

    
{\displaystyle Ob}

  

 
— підклас класу 

  

    

      

        
M

        
o

        
r

      

    

    
{\displaystyle Mor}

  

, елементи якого називаються 
об'єктами категорії
 (таким чином ми ототожнюємо об'єкти з тотожніми морфізмами цих об'єктів);

  

    

      

        

          

            
d

          

        

        
,

        

          

            
r

          

        

      

    

    
{\displaystyle {\mathsf {d}},{\mathsf {r}}}

  

 
— два класи, які є функціями з Mor в Ob; значення 

  

    

      

        

          

            
d

          

        

        
(

        
f

        
)

      

    

    
{\displaystyle {\mathsf {d}}(f)}

  

 і 

  

    

      

        

          

            
r

          

        

        
(

        
f

        
)

      

    

    
{\displaystyle {\mathsf {r}}(f)}

  

 на морфізмі 

  

    

      

        
f

        
∈

        
M

        
o

        
r

      

    

    
{\displaystyle f\in Mor}

  

 називають 
початком
 і 
кінцем
 морфізму 

  

    

      

        
f

      

    

    
{\displaystyle f}

  

;
 для довільних об'єктів 

  

    

      

        
a

        
,

        
b

        
∈

        
O

        
b

      

    

    
{\displaystyle a,b\in Ob}

  

 підклас 

  

    

      

        
M

        
o

        
r

        
(

        
a

        
,

        
b

        
)

        
=

        
{

        
f

        
∈

        
M

        
o

        
r

        
:

        

          

            
d

          

        

        
(

        
f

        
)

        
=

        
a

        
,

        

        

          

            
r

          

        

        
(

        
f

        
)

        
=

        
b

        
}

      

    

    
{\displaystyle Mor(a,b)=\{f\in Mor:{\mathsf {d}}(f)=a,\;{\mathsf {r}}(f)=b\}}

  

 називається класом морфізмів з 

  

    

      

        
a

      

    

    
{\displaystyle a}

  

 в 

  

    

      

        
b

      

    

    
{\displaystyle b}

  

;

  

    

      

        
∘

      

    

    
{\displaystyle \circ }

  

 
— функція з областю визначення 

  

    

      

        

          

            
d

            
o

            
m

          

        

        
[

        
∘

        
]

        
=

        

          

            
{

          

        

        
⟨

        
f

        
,

        
g

        
⟩

        
∈

        
M

        
o

        
r

        
×

        
M

        
o

        
r

        
:

        

          

            
d

          

        

        
(

        
f

        
)

        
=

        

          

            
r

          

        

        
(

        
g

        
)

        
}

      

    

    
{\displaystyle {\mathsf {dom}}[\circ ]={\big \{}\langle f,g\rangle \in Mor\times Mor:{\mathsf {d}}(f)={\mathsf {r}}(g)\}}

  

 і областю значень 

  

    

      

        
M

        
o

        
r

      

    

    
{\displaystyle Mor}

  

, яка ставить у відповідність кожній парі морфізмів 

  

    

      

        
⟨

        
f

        
,

        
g

        
⟩

        
∈

        

          

            
d

            
o

            
m

          

        

        
[

        
∘

        
]

      

    

    
{\displaystyle \langle f,g\rangle \in {\mathsf {dom}}[\circ ]}

  

 морфізм 

  

    

      

        
f

        
∘

        
g

      

    

    
{\displaystyle f\circ g}

  

, що  має 

  

    

      

        

          

            
d

          

        

        
(

        
f

        
∘

        
g

        
)

        
=

        

          

            
d

          

        

        
(

        
g

        
)

      

    

    
{\displaystyle {\mathsf {d}}(f\circ g)={\mathsf {d}}(g)}

  

 і 

  

    

      

        

          

            
r

          

        

        
(

        
f

        
∘

        
g

        
)

        
=

        

          

            
r

          

        

        
(

        
f

        
)

      

    

    
{\displaystyle {\mathsf {r}}(f\circ g)={\mathsf {r}}(f)}

  

; морфізм 

  

    

      

        
f

        
∘

        
g

      

    

    
{\displaystyle f\circ g}

  

 називається 
композицією морфізмів
 

  

    

      

        
f

        
,

        
g

      

    

    
{\displaystyle f,g}

  

. 
При цьому повинні задовольнятися такі аксіоми:

(Об'єктність):
 

  

    

      

        

          

            
r

          

        

        
(

        
a

        
)

        
=

        
a

        
=

        

          

            
d

          

        

        
(

        
a

        
)

      

    

    
{\displaystyle {\mathsf {r}}(a)=a={\mathsf {d}}(a)}

  

 для довільного об'єкта 

  

    

      

        
a

        
∈

        
O

        
b

        
⊆

        
M

        
o

        
r

      

    

    
{\displaystyle a\in Ob\subseteq Mor}

  

;

(Нейтральність):
 

  

    

      

        

          

            
r

          

        

        
(

        
f

        
)

        
∘

        
f

        
=

        
f

        
=

        
f

        
∘

        

          

            
d

          

        

        
(

        
f

        
)

      

    

    
{\displaystyle {\mathsf {r}}(f)\circ f=f=f\circ {\mathsf {d}}(f)}

  

 для довільного морфізма 

  

    

      

        
f

        
∈

        
M

        
o

        
r

      

    

    
{\displaystyle f\in Mor}

  

;

(Асоціативність):
 Для довільних морфізмів 

  

    

      

        
f

        
,

        
g

        
,

        
h

        
∈

        
M

        
o

        
r

      

    

    
{\displaystyle f,g,h\in Mor}

  

 з 

  

    

      

        

          

            
r

          

        

        
(

        
f

        
)

        
=

        

          

            
d

          

        

        
(

        
g

        
)

      

    

    
{\displaystyle {\mathsf {r}}(f)={\mathsf {d}}(g)}

  

 i 

  

    

      

        

          

            
r

          

        

        
(

        
g

        
)

        
=

        

          

            
d

          

        

        
(

        
h

        
)

      

    

    
{\displaystyle {\mathsf {r}}(g)={\mathsf {d}}(h)}

  

 справджується рівність 

  

    

      

        
f

        
∘

        
(

        
g

        
∘

        
h

        
)

        
=

        
(

        
f

        
∘

        
g

        
)

        
∘

        
h

      

    

    
{\displaystyle f\circ (g\circ h)=(f\circ g)\circ h}

  

;
```

```
Категорія 

  

    

      

        
(

        
M

        
o

        
r

        
,

        
O

        
b

        
,

        

          

            
d

          

        

        
,

        

          

            
r

          

        

        
,

        
∘

        
)

      

    

    
{\displaystyle (Mor,Ob,{\mathsf {d}},{\mathsf {r}},\circ )}

  

 називається 

  

    

      

        
∙

      

    

    
{\displaystyle \bullet }

  

 
локально малою
 
категорією,
 якщо для довільних об'єктів 

  

    

      

        
a

        
,

        
b

        
∈

        
O

        
b

      

    

    
{\displaystyle a,b\in Ob}

  

, клас морфізмів 

  

    

      

        
M

        
o

        
r

        
(

        
a

        
,

        
b

        
)

        
=

        
{

        
f

        
∈

        
M

        
o

        
r

        
:

        

          

            
d

          

        

        
(

        
f

        
)

        
=

        
a

        
,

        

        

          

            
r

          

        

        
(

        
f

        
)

        
=

        
b

        
}

      

    

    
{\displaystyle Mor(a,b)=\{f\in Mor:{\mathsf {d}}(f)=a,\;{\mathsf {r}}(f)=b\}}

  

є множиною;

  

    

      

        
∙

      

    

    
{\displaystyle \bullet }

  

 
малою категорією
, якщо її клас морфізмів 

  

    

      

        
M

        
o

        
r

      

    

    
{\displaystyle Mor}

  

 є множиною.
```

Поняття функтора між категоріями теж можна означити цілком строго.
```
Означення функтора.
 
Функтором
 

  

    

      

        
F

        
:

        

          

            
A

          

        

        
→

        

          

            

              
A

            

          

          
′

        

      

    

    
{\displaystyle F:{\mathcal {A}}\to {\mathcal {A}}'}

  

 між категоріями 

  

    

      

        

          

            
A

          

        

        
=

        
(

        
M

        
o

        
r

        
,

        
O

        
b

        
,

        

          

            
d

          

        

        
,

        

          

            
r

          

        

        
,

        
∘

        
)

      

    

    
{\displaystyle {\mathcal {A}}=(Mor,Ob,{\mathsf {d}},{\mathsf {r}},\circ )}

  

 та 

  

    

      

        

          

            

              
A

            

          

          
′

        

        
=

        
(

        
M

        
o

        

          
r

          
′

        

        
,

        
O

        

          
b

          
′

        

        
,

        

          

            

              
d

            

          

          
′

        

        
,

        

          

            

              
r

            

          

          
′

        

        
,

        

          
∘

          
′

        

        
)

      

    

    
{\displaystyle {\mathcal {A}}'=(Mor',Ob',{\mathsf {d}}',{\mathsf {r}}',\circ ')}

  

 називаємо функцію 

  

    

      

        
F

        
:

        
M

        
o

        
r

        
→

        
M

        
o

        

          
r

          
′

        

      

    

    
{\displaystyle F:Mor\to Mor'}

  

, яка зберігає структуру категорії у тому сенсі, що :

  

    

      

        
∙

      

    

    
{\displaystyle \bullet }

  

 

  

    

      

        

          

            

              
d

            

          

          
′

        

        
(

        
F

        
(

        
f

        
)

        
)

        
=

        
F

        
(

        

          

            
d

          

        

        
(

        
f

        
)

        
)

      

    

    
{\displaystyle {\mathsf {d}}'(F(f))=F({\mathsf {d}}(f))}

  

 і 

  

    

      

        

          

            

              
r

            

          

          
′

        

        
(

        
F

        
(

        
f

        
)

        
)

        
=

        
F

        
(

        

          

            
r

          

        

        
(

        
f

        
)

        
)

      

    

    
{\displaystyle {\mathsf {r}}'(F(f))=F({\mathsf {r}}(f))}

  

 для довільного морфізма 

  

    

      

        
f

        
∈

        
M

        
o

        
r

      

    

    
{\displaystyle f\in Mor}

  

;

  

    

      

        
∙

      

    

    
{\displaystyle \bullet }

  

 

  

    

      

        
F

        
(

        
f

        
∘

        
g

        
)

        
=

        
F

        
(

        
f

        
)

        

          
∘

          
′

        

        
F

        
(

        
g

        
)

      

    

    
{\displaystyle F(f\circ g)=F(f)\circ 'F(g)}

  

 для довільних морфізмів 

  

    

      

        
f

        
,

        
g

        
∈

        
M

        
o

        
r

      

    

    
{\displaystyle f,g\in Mor}

  

 з 

  

    

      

        

          

            
d

          

        

        
(

        
f

        
)

        
=

        

          

            
r

          

        

        
(

        
g

        
)

      

    

    
{\displaystyle {\mathsf {d}}(f)={\mathsf {r}}(g)}

  

.
```

Нарешті, подамо строге
```
Означення природного перетворення.
 Нехай 

  

    

      

        
F

        
,

        
G

        
:

        

          

            
A

          

        

        
→

        

          

            

              
A

            

          

          
′

        

      

    

    
{\displaystyle F,G:{\mathcal {A}}\to {\mathcal {A}}'}

  

 
— два функтори між категоріями  

  

    

      

        

          

            
A

          

        

        
=

        
(

        
M

        
o

        
r

        
,

        
O

        
b

        
,

        

          

            
d

          

        

        
,

        

          

            
r

          

        

        
,

        
∘

        
)

      

    

    
{\displaystyle {\mathcal {A}}=(Mor,Ob,{\mathsf {d}},{\mathsf {r}},\circ )}

  

 та 

  

    

      

        

          

            

              
A

            

          

          
′

        

        
=

        
(

        
M

        
o

        

          
r

          
′

        

        
,

        
O

        

          
b

          
′

        

        
,

        

          

            

              
d

            

          

          
′

        

        
,

        

          

            

              
r

            

          

          
′

        

        
,

        

          
∘

          
′

        

        
)

      

    

    
{\displaystyle {\mathcal {A}}'=(Mor',Ob',{\mathsf {d}}',{\mathsf {r}}',\circ ')}

  

. 
Природним перетворенням
 функтора 

  

    

      

        
F

      

    

    
{\displaystyle F}

  

 у функтор 

  

    

      

        
G

      

    

    
{\displaystyle G}

  

 називаємо довільну функцію 

  

    

      

        
η

        
:

        
O

        
b

        
→

        
M

        
o

        

          
r

          
′

        

      

    

    
{\displaystyle \eta :Ob\to Mor'}

  

, що ставить у відповідність кожному об'єкту 

  

    

      

        
a

        
∈

        
O

        
b

      

    

    
{\displaystyle a\in Ob}

  

 морфізм 

  

    

      

        
η

        
(

        
a

        
)

        
∈

        
M

        
o

        

          
r

          
′

        

        
(

        
F

        
(

        
a

        
)

        
,

        
G

        
(

        
a

        
)

        
)

      

    

    
{\displaystyle \eta (a)\in Mor'(F(a),G(a))}

  

 категорії 

  

    

      

        

          

            

              
A

            

          

          
′

        

      

    

    
{\displaystyle {\mathcal {A}}'}

  

 таким чином, що задовольняється 

(Умова природності):
 Для довільного морфізму  

  

    

      

        
f

        
∈

        
M

        
o

        
r

      

    

    
{\displaystyle f\in Mor}

  

 категорії 

  

    

      

        

          

            
A

          

        

      

    

    
{\displaystyle {\mathcal {A}}}

  

 справедлива рівність 

  

    

      

        
G

        
(

        
f

        
)

        

          
∘

          
′

        

        
η

        
(

        

          

            
d

          

        

        
(

        
a

        
)

        
)

        
=

        
η

        
(

        

          

            
r

          

        

        
(

        
b

        
)

        
)

        

          
∘

          
′

        

        
F

        
(

        
f

        
)

      

    

    
{\displaystyle G(f)\circ '\eta ({\mathsf {d}}(a))=\eta ({\mathsf {r}}(b))\circ 'F(f)}

  

.
```

## Застосування теорії NBG до сюрреальних чисел
Теорія множин та класів NBG є природною мовою при дослідженні сюрреальних чисел Конвея — цікавого об'єкта на стику теорії ігор, логіки, алгебри та (нестандартного) аналізу.
Сюрреальні числа утворюють властивий клас {\displaystyle \mathbf {R} }, який називається сюрреальною прямою і є максимальним нестандартним розширенням класичної дійсної прямої {\displaystyle \mathbb {R} }. Для повноти подамо строге означення сюрреальної прямої. Це означення використовує поняття перерізу лінійного порядку.
Перерізом лінійного порядку {\displaystyle L} називається впорядкована пара множин {\displaystyle \langle a,b\rangle }, яка задовольняє умови:
- {\displaystyle a\cap b=\emptyset } i {\displaystyle a\cup b={\mathsf {dom}}[L]={\mathsf {ran}}[L]};
- {\displaystyle \forall x\in a\;\forall y\in b\;(\langle x,y\rangle \in L)}.

Через {\displaystyle {\mathsf {cut}}(L)} позначаємо множину усіх перерізів лінійного порядку {\displaystyle L} (зауважимо, що лінійний порядок є множиною, якщо він має хоча б один переріз).
Сюрреальна пряма {\displaystyle \mathbf {R} } є областю визначення лінійного порядку {\displaystyle \mathbf {R} _{\leq }=\bigcup _{\alpha \in \mathbf {On} }R_{\alpha }}, що є об'єднанням лінійних порядків {\displaystyle R_{\alpha }}, які задаються рекурсивною формулою: {\displaystyle R_{\alpha }=\bigcup _{\beta \in \alpha }R_{\beta }\cup \{\langle \langle a,b\rangle ,\langle a',b'\rangle \rangle \in {\mathsf {cut}}(R_{\beta })\times {\mathsf {cut}}(R_{\beta }):a\subseteq a'\}\cup \{\langle x,\langle a,b\rangle \rangle \in R_{\beta }\times {\mathsf {cut}}(R_{\beta }):x\in a\}\cup \{\langle \langle a,b\rangle ,y\rangle \in {\mathsf {cut}}(R_{\beta })\times R_{\beta }:y\in b\}.}
Існування класу {\displaystyle \mathbf {R} _{\leq }}забезпечує теорема рекурсії. Нескладно переконатися, що сюрреальна пряма містить усі ординали.
Конвей та Кнут довели, що звичайні операції додавання і множення натуральних чисел продовжуються до операцій додавання і множення сюрреальних чисел. Ці операції перетворюють сюрреальну пряму, наділену лінійним порядком {\displaystyle \mathbf {R} _{\leq }}, на впорядковане поле, що містить ізоморфні копії всіх інших впорядкованих полів. Використовуючи ці алгебраїчні операції над сюрреальними числами, можна цілком законно застосовувати їх до ординалів і говорити, наприклад, про частки чи квадратні корені з ординалів. Ці дивовижні властивості сюрреальної прямої свідчать про її фундаментальну роль у теорії NBG.